# Necroscia inflexipes
Necroscia inflexipes är en insektsart som först beskrevs av Olivier 1792.  Necroscia inflexipes ingår i släktet Necroscia och familjen Diapheromeridae. Inga underarter finns listade i Catalogue of Life.